# 641
641(육백사십일)은 640보다 크고 642보다 작은 자연수다.

## 수학
- 116번째 소수(素數)다. 앞의 소수는 631, 다음 소수는 쌍둥이 소수인 643이다.
  - 28번째 소피 제르맹 소수(↔ 1283)다. 앞의 소피 제르맹 소수는 593, 다음은 653이다.
  - 14번째 프로트 소수다. 앞의 프로트 소수는 577, 다음은 673이다.

({\displaystyle 641=5\times 2^{7}+1})
- 피타고라스 삼조의 빗변의 길이이다. ({\displaystyle 200^{2}+609^{2}=641^{2}})[a]

## 과학
- NGC 641(독일어판, 프랑스어판): 봉황자리 방향에 있는 타원은하.
- 641 아크네스(영어판): 소행성.

## 교통

### 철도
- 서울 지하철 6호선 월곡역의 역번호.

### 도로
- 고속도로
  - 유럽 고속도로 641호선(영어판): 오스트리아 뵈르글(영어판, 독일어판)에서 잘츠부르크까지 이어지는 유럽 고속도로.
  - 오토루트 641호선(프랑스어판): 프랑스의 고속도로.
- 기타 도로
  - 641번 미에현도(일본어판)
  - 641번 홋카이도도(일본어판)

## 군사
- U-641(영어판): 제2차 세계 대전에 사용된 나치 독일의 군용 잠수함.

## 문화유산
- 대한민국의 보물 제641호: 선종영가집

## 방송
- 《641 가족》: KBS의 어린이 드라마.

## 기타
- 연도: 641년, 기원전 641년